# Josef Smistik
Josef Smistik (28 de novembre, 1905 - 28 de novembre 1985) fou un futbolista i entrenador de futbol austríac.
La major part de la seva vida esportiva la visqué al Rapid Viena. També juga a ESV Stadlau, FAC i Kremser SC.
Amb la selecció d'Àustria disputà quasi una quarantena de partits, xifra molt elevada per l'època. Jugà amb la selecció entre 1928 i 1936 i participà en el Mundial de 1934.
Fou entrenador de FC Schaffhausen i Austria Wien.